# 林アキオ
林 アキオ（はやし アキオ、1964年6月30日 - ）は、日本のシンガーソングライターである。東京都文京区出身。本名は林 昭夫（読み同じ）。

## 略歴
小学生の頃に当時ブレイクしていたキャロルやダウン・タウン・ブギウギ・バンドの曲を聴いた事でギターを弾き始め、中学1年生の頃に友人らと共にバンドを結成する。18歳の頃にはロカビリーバンド「PENNYS」のメンバーとなり、新宿ロフト等の都内のライブハウスを中心に活動した。
その後1985年に同バンドは解散するも、同年「Electric&Acoustic Pennys」として再結成し、1988年の活動休止まで活動した。活動休止後はソロ活動に専念し1991年にアルバム「GOLD」をフォーライフ・レコードからリリースしメジャーデビューを果たした。1994年に活動休止し、以降の消息については不明。

## ディスコグラフィ

### シングル
- New Boogie（1992年7月17日発売）
  1. New Boogie
  2. 抱きしめたい
  3. New Boogie（オリジナル・カラオケ）
  4. 抱きしめたい（オリジナル・カラオケ）

- 小さな世界（1993年3月19日発売）
  1. 小さな世界
  2. 2階の踊り子
  3. 小さな世界（オリジナル・カラオケ）
  4. 2階の踊り子（オリジナル・カラオケ）
- またお会いしましょう（1994年3月18日発売）
  1. またお会いしましょう
  2. TELEGRAM SAM
  3. またお会いしましょう（オリジナル・カラオケ）

### アルバム
- GOLD（1991年11月21日発売）
- Information Rock（1992年8月21日発売）
- High Tension（1993年4月21日発売）
- Honey Toys（1994年3月18日発売）